# Młody Einstein
Młody Einstein (ang. Young Einstein) – australijska komedia filmowa z 1988 roku w reżyserii Grega Gomeza Peada (pod pseudonimem Yahoo Serious).

## Fabuła
Młody Albert Einstein (Yahoo Serious) mieszka na prowincji w górach Tasmanii. Podczas przeprowadzania eksperymentu w swoim domowym laboratorium udaje mu się rozbić atom piwa, dzięki czemu powstaje piwo gazowane. Rodzina i przyjaciele wysyłają go więc do wielkiego miasta, by opatentował swój wynalazek. Tam przy pomocy swojego wybitnego umysłu dokonuje kolejnych niezwykłych odkryć, wynajduje np. gitarę elektryczną, deskę surfingową, a nawet rock’n’rolla. Jednocześnie nawiązuje bliską znajomość z Marie Curie.

## Obsada
Źródło: Brytyjski Instytut Filmowy
- Yahoo Serious – Albert Einstein
- Odile Le Clezio – Marie Curie
- John Howard – Preston Preston
- Peewee Wilson – Mr. Einstein
- Su Cruickshank – Mrs. Einstein
- Lulu Pinkus – The Blonde
- Kaarin Fairfax – The Brunette
- Michael Lake – Manager
- Jonathan Coleman – Wolfgang Bavarian
- Johnny McCall – Rudy Bavarian / Diabeł Tasmański
- Michael Blaxland – Desk Clerk
- Ray Fogo – Bright Clerk
- Terry Pead – Inventor Couple
- Alice Pead – Inventor Couple
- Frank McDonald – Nihilist

## Odbiór
Młody Einstein otrzymał nagrodę AACTA International Award za ścieżkę muzyczną, był też nominowany za scenariusz, zdjęcia i udźwiękowienie. Recenzje jednak najczęściej nie były pochlebne. Roger Ebert wprawdzie zauważał, że w Australii natychmiast film Peada zyskał miano kultowego, sam jednak uznawał utwór za „film jednego żartu”. Desson Thomson z „The Washington Post” pisał: „Serious, który zagrał główną rolę, napisał scenariusz, wyreżyserował, wyprodukował i zmontował film, wybrał muzykę i wykonał własne akrobacje, jest zaangażowanym autorem. Mimo to jego poczucie humoru jest dziecinne, a film niedojrzały”.